# Групер-Рокс
Гру́пер-Рокс (англ. Grouper Rocks) — рівнинні острови (5) в складі Багамських островів. В адміністративному відношенні відносяться до району Гранд-Кі.
Острови розташовані на півночі архіпелагу Абако за 200 м на схід від острова Олд-Янкі-Кі. Острови рівнинні, видовжені (окрім найбільшого — Великий Картерс-Кі). Простяглись на території довжиною 2,6 км, шириною 1,2 км. Висота до 5 м.
| Багамські Острови | Це незавершена стаття з географії Багамських Островів. Ви можете допомогти проєкту, виправивши або дописавши її. |